# Брусница-Мала (Республика Сербская)
Брусница-Мала (серб. Брусница Мала / Brusnica Mala) — село в общине Брод Республики Сербской Боснии и Герцеговины. В настоящее время село необитаемо. Расположено прямо на межэнтитетской линии между Республикой Сербской и Федерацией Боснии и Герцеговины.

## Политико-географическое положение
До Боснийской войны село было в размерах гораздо больше и входило в состав единой общины Брод. После заключения Дейтонских соглашений село было разделено на две части, и его вторая часть стала отдельным одноимённым селом в общине Оджак Федерации Боснии и Герцеговины. Местное население выступает против подобного разделения и настаивает на присоединении одноимённого села к сербскому селу.